# Route nationale 32 (Madagaskar)
Die Route nationale 32 (RN 32) ist eine 200 km lange nicht befestigte Nationalstraße in der Provinz Sofia im Norden von Madagaskar. Sie zweigt bei Antsohihy von der Route nationale 6 ab und führt über Befandriana nach Mandritsara.